# Momperone
Momperone (Mompròn in piemontese) è un comune italiano di 205 abitanti della provincia di Alessandria nell'alta val Curone in Piemonte.

## Storia
Citato per la prima volta in un documento del 1220, dove viene confermato la potestà giurisdizionale dei vescovi di Tortona, che lo assegnarono in feudo alla famiglia Malaspina.
Passò poi alla famiglia Frascaroli fino al 1466, quando passò per matrimonio ai Guidobono Cavalchini.
Il comune fu aggregato al comune di Brignano-Frascata nel 1928 per ritornare autonomo nel 1947.
L'abitato di Momperone, olim Mompolono, era anticamente centro di numerose frazioni; situato alla destra del torrente Curone su un dolce declivio ai piedi di un colle boscoso faceva parte del Comitato di Tortona al quale, dopo essere stato feudo dei Malaspina e dei Frascarolo, fu riconfermato da Federico II con diploma 24 novembre 1220 (Chartarium, 146).
Per circa duecento anni, sino cioè al 9 novembre 1412 anno in cui il duca Filippo Maria Visconti lo investiva a Perino Cameri da Tortona (Diz. Feud., 1031), Momperone fu affidato in signoria al consortile di una famiglia che del luogo assunse il nome, in origine solo predicato.
La prima voce della cronologia si riferisce a Girardo de Mompolone che il 9 agosto 1192 è teste in istrumento con cui Arlino di Montaldo cede al Comune di Tortona ogni suo diritto sul castello di Serravalle (Chartarium, 60); lo stesso appare come credendario in atto del 31 luglio 1210 con quale Assalito di Mongiardino si sottomette al comune tortonese (id., 33); in Tortona Enrico di Montepolono il 1º dicembre 1233 cede al monastero di Rivalta diritti su Enrico da Milano (Cartari di Rivalta, I, 76); nella seduta del 6 gennaio 1235 podestà, consoli e Consiglio generale, al quale sedeva Enrico, deliberano la nomina di Lantelmo di Casei a Procuratore del Comune di Tortona per la pace con Comune di Genova, affidando allo stesso l'incarico di eleggere gli arbitri sulle questioni tortonesi (Chartarium, 196 e 199).
Proprietà degli eredi di Ugone di Momperone in territorio tortonese confinano con terreni che Contessa vedova di Tebaldo Opizzoni il maggio 1257 vende alla cappellania della Vergine delle Confessioni nella cattedrale della città (Carte Capitolari, II, 224); il 12 giugno 1247 Simone di Mompolono vende terreni in Pecorara ai già signori di Arquata secondo la convenzione stipulata con Comune di Tortona (Chartarium, 231).
Esercitarono il notariato Giacomino di Enrico a Porta S. Quirico, Francesco figlio di Giacomino, Giovanni figlio di Francesco, ed Antonio tutti in Tortona nel XVI secolo come rilevasi dalla Matricola dei notai che rogarono nel Tortonese dal XIV al XVIII secolo.
Nel marzo del 1235 il Comune di Tortona acquista dai rispettivi feudatari il castello e luogo di Grondona i cui abitanti si sottomettono a detto Comune: l'atto tuttavia venne perfezionato solamente il 3 gennaio 1349 rogato dal notaio Jacobino di Mompellone di cui sopra (Costa, Cronaca di Tortona, 85).
Aderendo alla costituzione del Corpo dei Militi, il comune di Tortona con atto consolare del 15 maggio 1327 ascrive all'ordine equestre le famiglie preminenti della città e distretto, tra cui quella dei signori di Momperone, elencandone i nominativi a p. 44 degli Statuti Tortonesi.
L'investitura di Momperone ai Camera lascia supporre che i titolari si siano estinti tra il XIV ed il XV secolo poiché da tale epoca mancano di essi notizie e riferimenti.
FRAMMENTO GENEALOGICO
ENRICO DI MOMPERONE
GIACOMINO
1349: Notaio di Tortona e Porta S. Quirico
FRANCESCO
Notaio di Tortona
GIOVANNI
Notaio di Tortona

### Simboli
Lo stemma, il gonfalone e la bandiera del Comune di Momperone sono stati concessi con decreto del presidente della Repubblica del 2 febbraio 2007.
Il gonfalone è un drappo di rosso.
La bandiera è un drappo di giallo con la bordatura di azzurro, il giallo caricato dello stemma comunale.

## Società

### Evoluzione demografica
Abitanti censiti

## Amministrazione
Di seguito è presentata una tabella relativa alle amministrazioni che si sono succedute in questo comune.
| Periodo        | Periodo        | Primo cittadino | Partito                          | Carica  | Note  |
| -------------- | -------------- | --------------- | -------------------------------- | ------- | ----- |
| 13 marzo 1987  | 6 giugno 1990  | Livio Delucchi  | Partito Socialista Italiano      | Sindaco | [ 6 ] |
| 6 giugno 1990  | 24 aprile 1995 | Livio Delucchi  | Partito Socialista Italiano      | Sindaco | [ 6 ] |
| 24 aprile 1995 | 14 giugno 1999 | Giuseppe Maini  | sinistra                         | Sindaco | [ 6 ] |
| 14 giugno 1999 | 14 giugno 2004 | Giuseppe Maini  | lista civica                     | Sindaco | [ 6 ] |
| 14 giugno 2004 | 8 giugno 2009  | Livio Delucchi  | lista civica                     | Sindaco | [ 6 ] |
| 8 giugno 2009  | 26 maggio 2014 | Livio Delucchi  | lista civica                     | Sindaco | [ 6 ] |
| 26 maggio 2014 | 26 maggio 2019 | Claudio Penacca | lista civica Momperone per tutti | Sindaco | [ 6 ] |
| 26 maggio 2019 | 9 giugno 2024  | Claudio Penacca | lista civica Momperone per tutti | Sindaco | [ 6 ] |
| 9 giugno 2024  | in carica      | Claudio Penacca | lista civica Momperone per tutti | Sindaco | [ 6 ] |

### Altre informazioni amministrative
Il comune faceva parte della Comunità Montana Valli Curone Grue e Ossona.